# 河原健二
河原 健二（かわはら けんじ、1977年7月28日 - ）は、日本の俳優・映画監督。俳優・役所広司の弟子。身長174cm、体重62kg。大阪府出身。

## 人物
大学卒業後、ワークショップや俳優研究所で芝居を学び始め、テレビ東京の報道局国際部で働く。その後、世界的名優である役所広司に師事し、付き人として10年間に渡り「映画・俳優・人間」を学ぶ。2007年映画デビュー以降、主に映画やドラマを中心に活動している。独学で映画作りを学び、2021年に自ら企画プロデュース・脚本・編集・監督・主演を務めた短編時代劇映画『CHAMBARA』が複数の海外映画祭にオフィシャルセレクションされ、ロンドンで「特別賞」とインドで「監督賞」を受賞。2023年、監督最新作となる短編映画『風鈴』がイタリアで世界最古の短編映画祭の一つである第74回モンテカティーニ国際短編映画祭やギリシャの第16回プサロコカロ国際短編映画祭(24年)コンペティションへ正式出品された。ワイケイ事務所からビクターミュージックアーツを経て、現在はフリーで活動中。

## 出演

### 映画
- それでもボクはやってない（2007年） - 支援者役
- 象の背中（2007年） - 会社の部下役
- トウキョウソナタ（2008年） - バス会社職員役
- ガマの油（2008年） - 田んぼに落ちる警察官役
- プリンセストヨトミ（2011年） - 某事業所職員役
- 小川の辺（2011年） - 手代役
- ステキな金縛り（2011年） - 裁判所 書記官役
- 聯合艦隊司令長官 山本五十六（2011年） - 有馬慶二役[1]
- キツツキと雨（2012年） - 太田役
- ここにいる・・・（2012年） - 営業サラリーマン役
- わが母の記（2012年） - フェリー乗客役
- 夢売るふたり（2012年）
- 王様とボク（2012年）
- ツナグ（2012年） - 演劇部顧問の先生役
- ボクたちの交換日記（2013年） - 番組ディレクター役
- 藁の楯（2013年） - 護送車の運転手役
- 地獄でなぜ悪い（2013年） - 組員役
- 鉄馬と風（2014年） - 海岸で出会う男役
- 渇き。（2014年） - 浅井班の刑事役
- バンクーバーの朝日（2014年） - ニューピアカフェの常連客役
- リスナー「Unlucky」（2014年） - 村瀬役
- 日本のいちばん長い日（2015年） - 放送局将校役
- 64-ロクヨン-前編／後編（2016年） - 林葉記者役
- 溺れるナイフ（2017年） - 担任の先生役
- まんが島（2017年） - 新人編集者サトー役
- 花戦さ（2017年） - 俵屋留吉役
- 天外者(2020年） - 薩摩藩士 森元役
- 宮古島物語-ふたたヴィラ(2023年) - 黒松且巳役
- ピエロたち(2023年)　-　担任教師 山本役
- ハオト（2025年）[2]

### テレビドラマ
- カルテット 第1話（2011年、TBS） - 売人役
- JIN-仁- 第2、3話（2011年、TBS） - 平囚人役
- 初秋（2011年、CBC 開局60周年記念スペシャルドラマ） - ボンボン役
- ステキな隠し撮り 〜完全無欠のコンシェルジュ〜（2011年、フジテレビ土曜プレミアム） - 刑事役
- もうひとつの境遇 第4話（2011年、ABC「境遇」スピンオフドラマ） - 孝明役
- サラリーマンNEO GOLD（2012年、NHK） - 取材に応えるお父さん役
- TOKYOエアポート〜東京空港管制保安部〜（2012年、フジテレビ） - バード監視員 村田智弘役
- 八重の桜（2013年、NHK 大河ドラマ） - 九条道孝役
- あまちゃん（2013年、NHK朝の連続テレビ小説） - 医師役
- ほんとにあった怖い話 夏の特別編2013「影の暗示」（2013年、フジテレビ） - 面接官役
- 足尾から来た女（2014年、NHK 土曜ドラマ） - 幸徳秋水役
- 僕のいた時間（2014年、フジテレビ） - ALS患者 今井保役
- 愛してCRAZY〜狂言「因幡堂」より（2014年、TOKYO MX） - 陳さん役
- タイムスパイラル（2014年、NHK BSプレミアム） - 誘拐犯役
- 女請負人〜仕掛けられた女の罠〜（2014年、フジテレビ） - ストーカー役
- TBSテレビ60周年特別企画 日曜劇場・天皇の料理番 最終話（2015年、TBS） - 膳手役
- 探偵の探偵 第9話（2015年、フジテレビ） - 探偵会社社長役
- わたしを離さないで 第1、2、3話（2016年、TBS金曜ドラマ） - 陽光学苑の教師役
- 撃てない警官 最終話（2016年、WOWOW連続ドラマW）- 人事課長役
- 鼠、江戸を疾る 第1話（2016年、NHK木曜時代劇） - 平蔵役
- Chef〜三ツ星の給食〜 第4話（2016年、フジテレビ） - 警官役
- あまんじゃく 元外科医の殺し屋 最後の闘い（2020年、テレビ東京開局55周年特別企画ドラマ） - チンピラ役
- 13 サーティーン(2020年、東海テレビ大人の土ドラ） - 山本刑事役
- 24 JAPAN #22・#23（2021年3月12日・19日、テレビ朝日） - 佐々木役
- 駐在刑事 Season3 第6話・最終話（2022年2月18・25日、テレビ東京） - 森神琢磨役

### CM
- 大塚製薬「カロリーメイト」（2010年） - 同僚社員役
- リクルート「SUUMOココロの声ストーリ - はじまりの日」（2010年） - 後輩社員役
- BeeTV「dビデオ〜転校生編〜」（2013年） - 担任教師役
- LOTO7 第5話（2014年） - 同僚社員役
- オープンハウス 犬のジョン新シリーズ「見学編」「入居編」（2016年） - ジョンの飼主パパ役
- JRA「あなたの競馬が走り出す。GI編〜スプリンターズステークス」（2016年） - ホース理容室の理容師役
- サントリー「こだわり酒場のレモンサワー」(2020年） - 旦那さん役

### Net配信
- 三陽商会 100年コート企業メッセージショートムービー「TIMELESS WORK/ep.1」（2014年） - 主演：さくらの父親役
- スマホラーsmash.ショートムービー「110番する」(2021年） - 主演：後藤役

### 短編映画
- CHAMBARA(2021年） - 脚本/編集/監督/主演：山本剱二郎役
- 風鈴(2023年） - 脚本/編集/監督/出演：哲役

### アニメーション・声優
- 企業VP「ノバルティスファーマ」アニメーション(2021-2022年) -主人公の声